# U-713
Unterseeboot 713 foi um submarino alemão do Tipo VIIC, pertencente a Kriegsmarine que atuou durante a Segunda Guerra Mundial.

## Comandantes
| Comandante            | Data                                             |
| --------------------- | ------------------------------------------------ |
| Oblt. Henri Gosejacob | 29 de dezembro de 1942 - 24 de fevereiro de 1944 |

## Subordinação
Durante o seu tempo de serviço, esteve subordinado às seguintes flotilhas:
| Período                                         | Flotilha                                   |
| ----------------------------------------------- | ------------------------------------------ |
| 29 de dezembro de 1942 - 30 de junho de 1943    | 8. Unterseebootsflottille (treinamento)    |
| 1 de julho de 1943 - 31 de outubro de 1943      | 11. Unterseebootsflottille (serviço ativo) |
| 1 de novembro de 1943 - 24 de fevereiro de 1944 | 13. Unterseebootsflottille (serviço ativo) |

## Operações conjuntas de ataque
O U-713 participou das seguinte operações de ataque combinado durante a sua carreira:
- Rudeltaktik Monsun (3 de outubro de 1943 - 26 de outubro de 1943)
- Rudeltaktik Werwolf (5 de fevereiro de 1944 - 23 de fevereiro de 1944)